# 内藤政光
内藤 政光（ないとう まさみつ、1891年（明治24年）3月24日 - 1961年（昭和36年）3月28日）は、大正から昭和期の考古学者、政治家、華族。貴族院子爵議員。

## 経歴
愛知県西加茂郡挙母村（現豊田市）で子爵・内藤政共の長男として生まれる。父の死去に伴い、1902年（明治35年）12月23日、子爵を襲爵した。
1916年（大正5年）3月、学習院高等学科を卒業し、さらに、1922年（大正11年）東京帝国大学文学部国史学科を卒業した。
1924年（大正13年）実践女子専門学校講師に就任。以後、国士舘専門学校講師、同教授、東京帝室博物館歴史課事務嘱託、同館学芸委員、外務省調査局勤務などを務めた。
1946年（昭和21年）5月10日、貴族院子爵議員補欠選挙で当選し、研究会に所属して活動し、1947年（昭和22年）5月2日の貴族院廃止まで在任した。

## 栄典
- 1916年（大正5年）4月10日 - 正五位[8]

## 著作
- 柴田常恵、内藤政光『埴輪』日本考古図録大成:第7輯、日東書院、1930年。
- 『足利市織姫神社境内古墳発掘調査報告』1937年。（後藤守一との共同研究[5]）
- 後藤守一・内藤政光・高橋勇 [著] 、加藤菅根編『静岡縣磐田郡松林山古墳発掘調査報告』静岡県磐田郡御厨村郷土教育研究会、1939年。

## 親族
- 妻：道（みち、松平頼平長女）[1]
- 養子：政恒（考古学者、内藤政挙六男）[1]